# Kho (vestimenta)

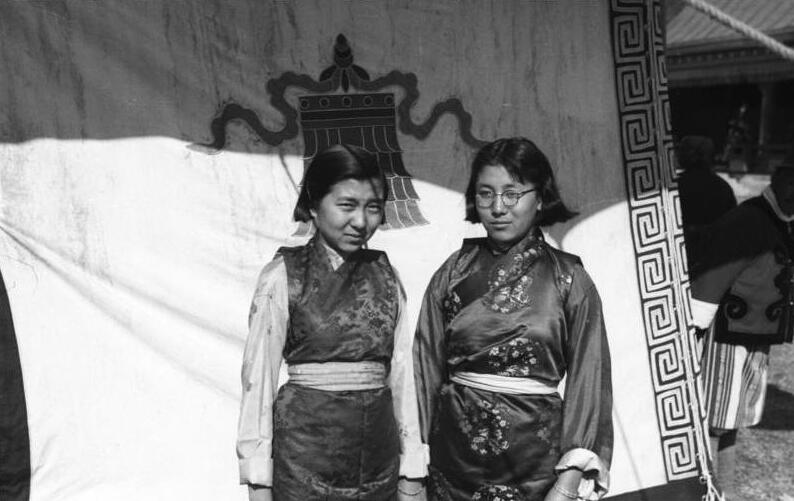
Mulheres vestindo kho em 1938.

O Kho (Sikkimese: བགོ) ou Bakhu (em nepali:  बख्खु) é um vestido tradicional usado pelas mulheres Bhutia, etnia siquimesa presente no estado indiano de Siquim e no Nepal. É uma vestimenta folgada, no estilo de túnica que é amarrada ao pescoço e à cintura por laços de seda ou de algodão de forma semelhante à chuba tibetana ou ao gho usado pelos ngalop butaneses, mas sem mangas.
As mulheres usam uma blusa de seda ou equivalente, com mangas, chamada honju  dentro do kho; um tipo de roupa mais solto que é amarrado próximo à cintura, amarrado com um cinto. As mulheres casada amarram um avental com tiras multicoloridas chamado pangden em volta da cintura.